# Difusor acústico
Un difusor acústico es un elemento que, mediante la uniformidad de la energía acústica, proporcionará una mejora más o menos considerable en la calidad sonora de un recinto, diseminando la energía acústica incidente en su superficie en el espacio y el tiempo. De esta forma, entenderemos el concepto de difusión como el efecto de diseminar la energía acústica en una superficie denominada difusor en el espacio y el tiempo.

## Funcionamiento
Así, su principio de funcionamiento está basado en sus distintas propiedades materiales (diferente coeficiente de absorción) y estructurales (con elementos expresamente diseñados para dispersar la energía uniformemente), para que con su colocación y combinación adecuada el sonido reflejado lo haga de una forma homogénea en lugar de focalizarse en una sola dirección como ocurre por la ley de las reflexiones sonoras. 

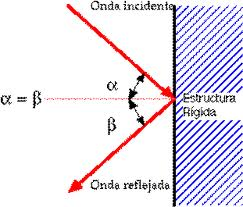
El sonido incidente en la superficie se ve reflejado

Los difusores acústicos son elementos totalmente complementarios a los tratamientos absorbentes que se practican en las salas para reducir los tiempos de reverberación, ya que con ellos podremos cumplir nuestro objetivo de lograr una mayor uniformidad del sonido. Las distintas técnicas para lograrlo, entre las que se incluyen el empleo de los difusores acústicos, comprenden el denominado acondicionamiento acústico.
Al contrario de los materiales absorbentes,que quitan la energía, los difusores homogenizan la energía sin sustraerla.

## Tipos

### QRD (Quadratic Residue Diffuser)
Los hay de una dimensión que difunden el sonido en forma de semicilindro y de dos dimensiones, que lo difunden en forma de esfera. Constan de una multitud de ranuras con diferentes profundidades, de modo que reflejan el sonido en distintas direcciones de manera controlada. Su profundidad está relacionada con la frecuencia mínima que difunde, así como el ancho de sus ranuras está relacionado con la máxima frecuencia que difunde.

### PRD (Primitive Roots Diffuser)
Son similares en funcionamiento a los QRD de dos dimensiones. La diferencia está en el principio matemático para calcular la profundidad de las ranuras.

### MLS (Maximum Length Frecuence)
Son fabricados a base de tiras de material con dos profundidades diferentes. La anchura de las tiras es menor que o igual a la mitad de la longitud de onda de la frecuencia donde se desea el efecto de dispersión máxima. Son especialmente recomendados en pequeñas paredes verticales, donde deben de colocarse entre las zonas inferiores, mejorando el efecto de dispersión en el caso de incidencia del sonido tangencial.

### Otros tipos
Fractales y geométricos en general (ondulados, piramidales, policilíndricos, etc). Al combinarlos con material absorbente, este se coloca en el fondo de cada una de las ranuras. También pueden combinarse con resonadores Helmholtz, de forma que la misma superficie pueda difundir medias o altas frecuencias y, a través de los conductos, absorber baja frecuencia.

## Aplicaciones
Salas de música, salas de audición, estudios de grabación, estudios de producción, home-cinemas, auditorios, teatros, salas de conciertos, cines, aislamiento acústico. Así también se utilizan el la industria,para mitigar el ruido de máquinas, la transmisión de vibraciones, cabinas audiométricas, barreras acústicas, etc.

## Beneficios
- Sobre los ejecutantes o locutores

Todos se oirán apropiadamente debido a que el sonido está correctamente distribuido dentro del recinto y se minimizará el estrés o cansancio auditivo principalmente por no tener que utilizar altos niveles sonoros y por no sentirse los mismos en un ambiente sordo.
- Sobre los oyentes o la audiencia

Percibirán una imagen sonora de mucha mayor espacialidad y envolvimiento debido a que los recintos aportarán una mejora al sonido reproducido en ellos, significando esto un mucho mayor aprovechamiento y/o disfrute de la sensación sonora y un complemento ideal a la sensación visual.
- Datos: Q6423265